# 트리탑스
아이 더 트리 탑스(I the Tri Top's)는 대한민국의 음악 그룹으로, 2007년 10월에 〈Boorish Love〉로 데뷔하였다.

## 앨범

### 정규 앨범
- 정규 앨범 1집 《Boorish Love》(2007년 10월 29일)
  1. 사랑을 불러
  2. 미칠 듯 (Feat. 노을 )
  3. 청개구리
  4. 못된사랑
  5. 촌스런 남자
  6. 기찻길 옆 오막살이
  7. 너 맘에 들어
  8. 옛 생각
  9. 게으름 병
  10. 그녀는 마법사

### 싱글 앨범
- 싱글 앨범 1집 《내 여자 친구에게》(2009년 5월 12일)
  1. 내 여자 친구에게
  2. 내 여자 친구에게 (MR)
  3. 내 여자 친구에게 (Inst.)

- 싱글 앨범 2집 《사랑한단 말》(2009년 8월 6일)
  1. 사랑한단 말
  2. 사랑한단 말 (Inst.)